# نبرد کستیوخنوفخکا
نبرد کستیوخنوفخکا (انگلیسی: Battle of Kostiuchnówka) نبردی بود که در روزهای ۴ تا ۶ ژوئن ۱۹۱۶ طی جنگ جهانی اول در نزدیکی روستای کستیوخنوفخکا و رود استیر ناحیه ولونی امپراتوری روسیه (اوکراین امروزی) میان ارتش امپراتوری روسیه و هنگ‌های لهستانی در جنگ جهانی اول (به عنوان قسمتی از نیروهای اتریش-مجارستان) در طول یورش بروسیلوف شکل گرفت.
۵٬۵۰۰ الی ۷٬۳۰۰ سرباز لهستان در این نبرد مقابل نیمی از توان ۲۶٬۰۰۰ نفری لشکر ۴۶ روسیه صف آرایی کردند. نیروهای لهستانی در نهایت مجبور به عقب‌نشینی شدند اما با مقاومت خود فرصت لازم را برای ارتش اتریش-مجارستان فراهم آوردند تا بتواند دیگر واحدهای خود را به صورت سازمان یافته عقب بکشاند. این نبرد که برای لهستانی‌ها ۲۰۰۰ نفر تلفات اعم از کشته و زخمی به همراه داشت یکی از سخت‌ترین و بزرگ‌ترین نبردهایی بود که هنگ‌های لهستانی در جنگ جهانی اول تجربه کردند.

## پیش‌زمینه
جنگ جهانی اول کشورهای دخیل در تجزیه لهستان را روبروی یکدیگر قرار داد. امپراتوری روسیه به عنوان جزئی از کشورهای متفقین در برابر آلمان و اتریش-مجارستان که قدرت‌های مرکز محسوب می‌شدند قرار گرفت. یوزف پیلسودسکی با استفاده از این فرصت هنگ‌های لهستانی را در اتریش-مجارستان تشکیل داد تا بعداً بتواند از این لشکریان برای بازیابی استقلال لهستان استفاده نماید.
سربازان لهستانی نخستین بار طی تهاجم تابستان و پاییز سال ۱۹۱۵ به این ناحیه رسیدند و در ۲۷ سپتامبر کستیوخنوفخکا را اشغال کردند. در پاییز نبردهای سنگینی میان طرفین برای کنترل ناحیه درگرفت که ۳ تا ۱۰ نوامبر به طول انجامید. در طول این درگیری‌ها نیروهای روس ابتدا توانستند بعضی از نواحی را تصرف کنند اما در ۱۰ نوامبر با ضد حمله لهستانی‌ها به عقب رانده شدند. به واسطه حضور و مقاومت شجاعانه لهستانی‌ها بعضی از مکان‌های مهم این ناحیه نام آنان را به خود گرفت. مهم‌ترین تپه ناحیه به تپه لهستانی‌ها، جنگل نزدیک آن به جنگل لهستانی‌ها، پل روی رودخانه به عنوان پل لهستانی‌ها و استحکامات اطراف به حصار پیلسودسکی معروف شدند. طی زمستان و بهار آینده اتفاق خاصی در این ناحیه نیفتاد اما با آغاز یورش بروسیلوف در ژوئن ۱۹۱۶ که بزرگترین پیروزی روسیه و سنگین‌ترین شکست اتریش-مجارستان بود همه چیز به سرعت تغییر کرد.

## نبرد

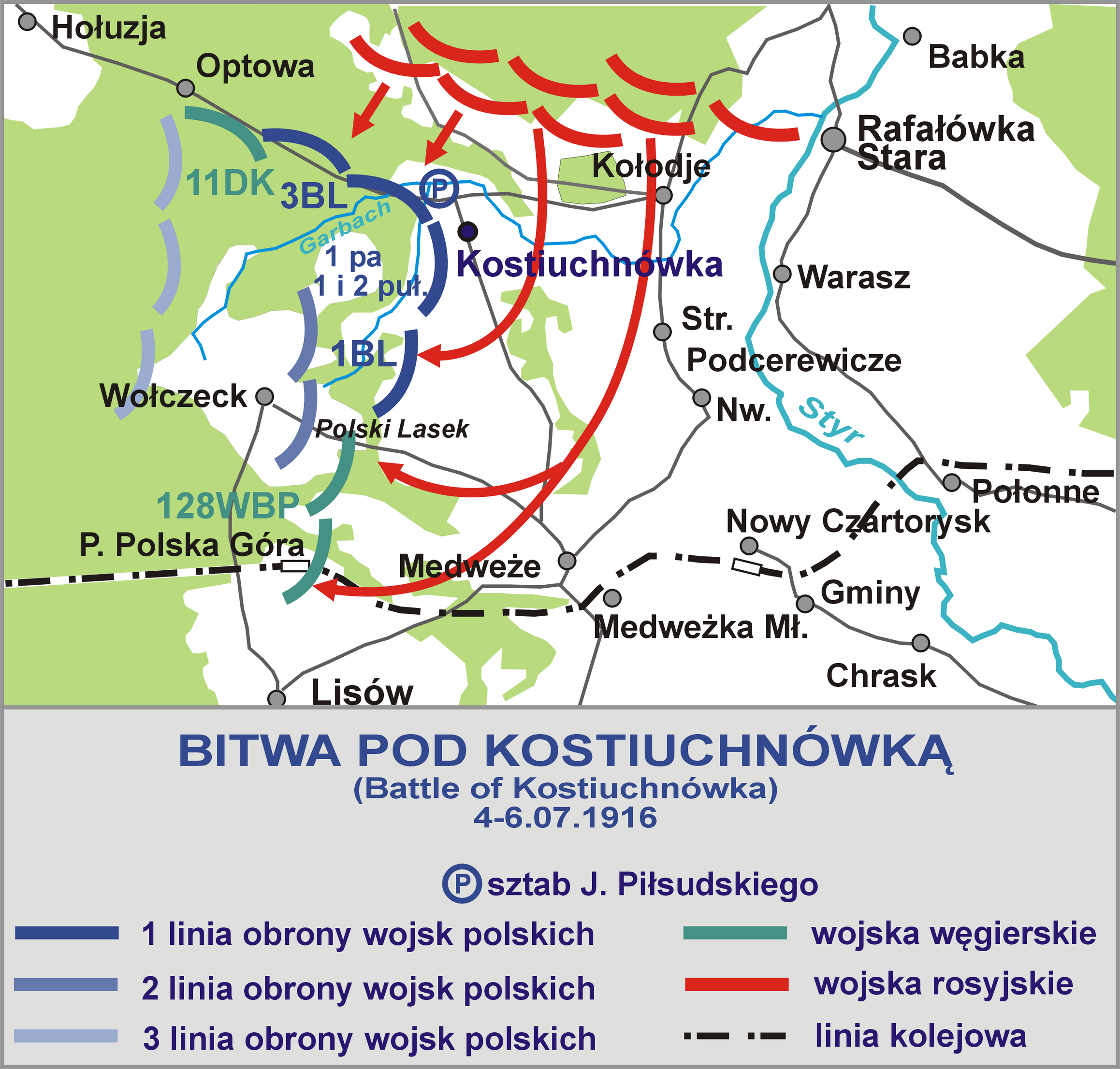
نقشه نبرد.

بین ۵۵۰۰ تا ۷۳۰۰ سرباز لهستانی که مجهز به ۴۹ مسلسل، ۵۰ خمپاره‌انداز و ۲۶ توپ بودند در مقابل ۲۶۰۰۰ سرباز روس که توسط ۱۲۰ توپ حمایت می‌شدند قرار داشتند.
در روز ۶ ژوئن تهاجم عظیم روس‌ها به خط ۴۰ کیلومتری میان کووکی و کستیوخنوفخکا با هدف شکستن مقاومت نیروهای اتریش-مجارستان و پیشروی به سمت کوول آغاز گشت. مقاومت نیروهای لهستانی در مواضعشان موجب این شد که عمده نیروهای روس به سمت آن‌ها فرستاده شوند و یکی از مهم‌ترین نبردهای جنگ جهانی اول در این ناحیه آغاز شود. در شب ۸ ژوئن نیروهای لهستانی در اقدامی جسورانه که دور از انتظار روس‌ها بود با ضدحمله‌ای توانستند آن‌ها را عقب برانند و مواضع از دست رفته‌شان را بازپس بگیرند.
در ۴ ژوئیه پس از یک بمباران بسیار سنگین حملات روس‌ها از سر گرفته شد. ده هزار سرباز روس در حال پیشروی به مواضعی بودند که تنها هزار لهستانی در آن وجود داشت اما مقاومت سرسختانه لهستانی‌ها و آتش مسلسل‌های سنگین‌شان توانست روس‌ها را متوقف کرده و آن‌ها را به عقب‌نشینی وادارد. در جناح راست لهستانی‌ها نیروهای مجار که وظیفه دفاع از تپه لهستانی‌ها را داشتند عقب نشستند و مواضع لهستانی‌ها در خطر قرار گرفت. برای جلوگیری از سقوط این نقطه مرتفع که دید خوبی به تمام ناحیه داشت نیروهای لهستانی ضدحمله‌ای را ترتیب دادند که ناموفق بود و تلفات سنگینی بر آن‌ها تحمیل کرد. ضدحمله دیگری که در شب ۴ ژوئیه انجام شد نیز ناموفق بود. در روز ۵ ژوئیه لهستانی‌ها توانستند تپه را به صورت موقت بازپس بگیرند اما ناتوانی سربازان مجار در کمک باعث شد تپه دوباره به دست نیروهای روس بیفتد. حتی نیروهای کمکی آلمانی نیز نتوانستند کمکی بکنند و لهستانی‌ها بیشتر عقب رانده شدند. موج بعدی تهاجم روس‌ها در روز ۶ ژوئیه باعث عقب‌نشینی کامل نیروهای آلمانی و اتریشی گشت و واحد لهستانی از آخرین واحدهایی بود که عقب‌نشینی کرد. این واحد در طول نبرد متحمل ۲٬۰۰۰ نفر تلفات شد.

## نتایج
یورش بروسیلوف در اوت ۱۹۱۶ با رسیدن نیروهای کمکی از جبهه غربی متوقف شد. علی‌رغم شکست و عقب‌نشینی واحدهای لهستانی، شجاعت و رزم‌آوری آن‌ها به شدت مقامات آلمانی و اتریش-مجارستان را تحت تأثیر قرار داد و باعث شد آن‌ها برای جذب سربازان بیشتر از میان لهستانی‌ها به موجب فرمانی تشکیل دولت لهستان را اعلام کنند. البته این اقدام بیشتر نمایشی بود و دولت تشکیل شده چیزی بیشر از یک عروسک خیمه شب بازی نبود، به همین دلیل پیلسودسکی از شرایط رضایت نداشت و پس از بحران سوگند توسط آلمانی‌ها به زندان فرستاده شد.
حضور پیلسودسکی که بعدها تبدیل به دیکتاتور لهستان شد و هچنین سربازان لهستانی در نبرد کستیوخنوفخکا مایه نقاشی‌ها و طراحی‌هایی از جانب لئوپولد گوتلیب، وینسنته ووجینوفسکی و استفان گارواتوفسکی قرار گرفت. در دوران جمهوری دوم لهستان نیز یادواره‌های جهت بزرگداشت این نبرد ساخته شد که بسیاری از آن‌ها به دلیل عدم رسیدگی در زمان شوروی (که به صورت هدفمند قصد پاکسازی تاریخ ملت لهستان را داشتند) آسیب جدی دیدند.
این نبرد از هولناک‌ترین نبردهایی بود که لهستانی‌ها در آن شرکت داشتند، بطوریکه پیلسودسکی در فرمان ۷ ژوئیه خود نوشته‌است: «سنگین‌ترین نبرد جنگ فعلی ما در این روزها دارد اتفاق می‌افتد.»